# Лептон
Лептонът е елементарна частица, която не влиза в силни взаимодействия.
Лептоните имат спин ½ и притежават заряд 1, 0 или −1. Това са семейство частици, различни от бозоните и кварките. Заедно с кварките те се групират в групата на фермионите според принципа на Паули като група, отделна от тази на бозоните.
Наименованието на лептоните идва от гръцкото λεπτόν, което означава малък, тънък. Това название е характеризирало лептоните до откриването на лептона таон, който има маса почти два пъти по-голяма от тази на протона.
Познати лептони са:
1. електрон
2. мюон
3. таон
4. 3 вида неутрино (съответстващи)
5. 6 вида антилептони

или по друг начин представено:
1. първо поколение: електрон, електронно неутрино
2. второ поколение: мюон, мюонно неутрино
3. трето поколение: таон, тау-неутрино

Лептоните имат заряд, който е положителен или отрицателен в зависимост от това дали са частици или античастици, а всички неутрино (дори антинеутриното) имат заряд 0.
Като цяло номерът на лептоните от един тип (поколение) остава същият, когато частиците си взаимодействат.
Лептоните нямат големина – радиусът им е равен на нула. Приема се, че нямат вътрешна структура и не са съставени от по-малки частици.

## Таблица на лептоните
| Заредена частица / античастица | Заредена частица / античастица          | Заредена частица / античастица | Заредена частица / античастица |  | неутрино / антинеутрино | неутрино / антинеутрино                                     | неутрино / антинеутрино | неутрино / антинеутрино |
| Име                            | Символ                                  | Заряд                          | Маса(GeV)                      |  | Име                     | Символ                                                      | Заряд                   | Маса(GeV)               |
| Електрон                       | {\displaystyle e^{-}\,/\,e^{+}}         | −1 / +1                        | 0,000 511                      |  | Електрон неутрино       | {\displaystyle \nu _{e}\,/\,{\overline {\nu }}_{e}}         | 0                       | <0,000 003              |
| Мюон                           | {\displaystyle \mu ^{-}\,/\,\mu ^{+}}   | −1 / +1                        | 0,1056                         |  | Мюон неутрино           | {\displaystyle \nu _{\mu }\,/\,{\overline {\nu }}_{\mu }}   | 0                       | <0,19                   |
| Таон                           | {\displaystyle \tau ^{-}\,/\,\tau ^{+}} | −1 / +1                        | 1,777                          |  | Тау неутрино            | {\displaystyle \nu _{\tau }\,/\,{\overline {\nu }}_{\tau }} | 0                       | <18,2                   |

Спинът на елементарните частици обикновено се изразява като единици h/2p, където h е константа на Планк (6,626×10-34 J•s). Спинът на лептона е ½ h/2p.
Върху лептоните действат 3 от 4-те фундаменталните сили, които определят поведението на всичко във вселената – без тази, която задържа частиците на ядрото (силни взаимодействия). Заредените лептони, тъй като имат маса, се повлияват от гравитацията. Неутринотата имат или никаква, или много малка маса, така че гравитацията (ако въобще им влияе) ги повлиява твърде слабо. Всички електромагнитни сили влияят на лептоните (без неутрино).

## История и нови теории
Сър Джоузеф Томпсън пръв открива през 1897 лептона електрон.
През 1930 Волфганг Паули прави предположения за съществуването на неутрино.
През 1937 са открити мюоните и чак през 1975 – тау частиците.
Днес физиците са на мнение, че няма други лептони освен познатите 6.
В последно време се правят опити да се построи теория, в която лептоните, както и кварките, са съставени от обекти. Работното название на тези обекти е преони.